# Tierras del Ebro

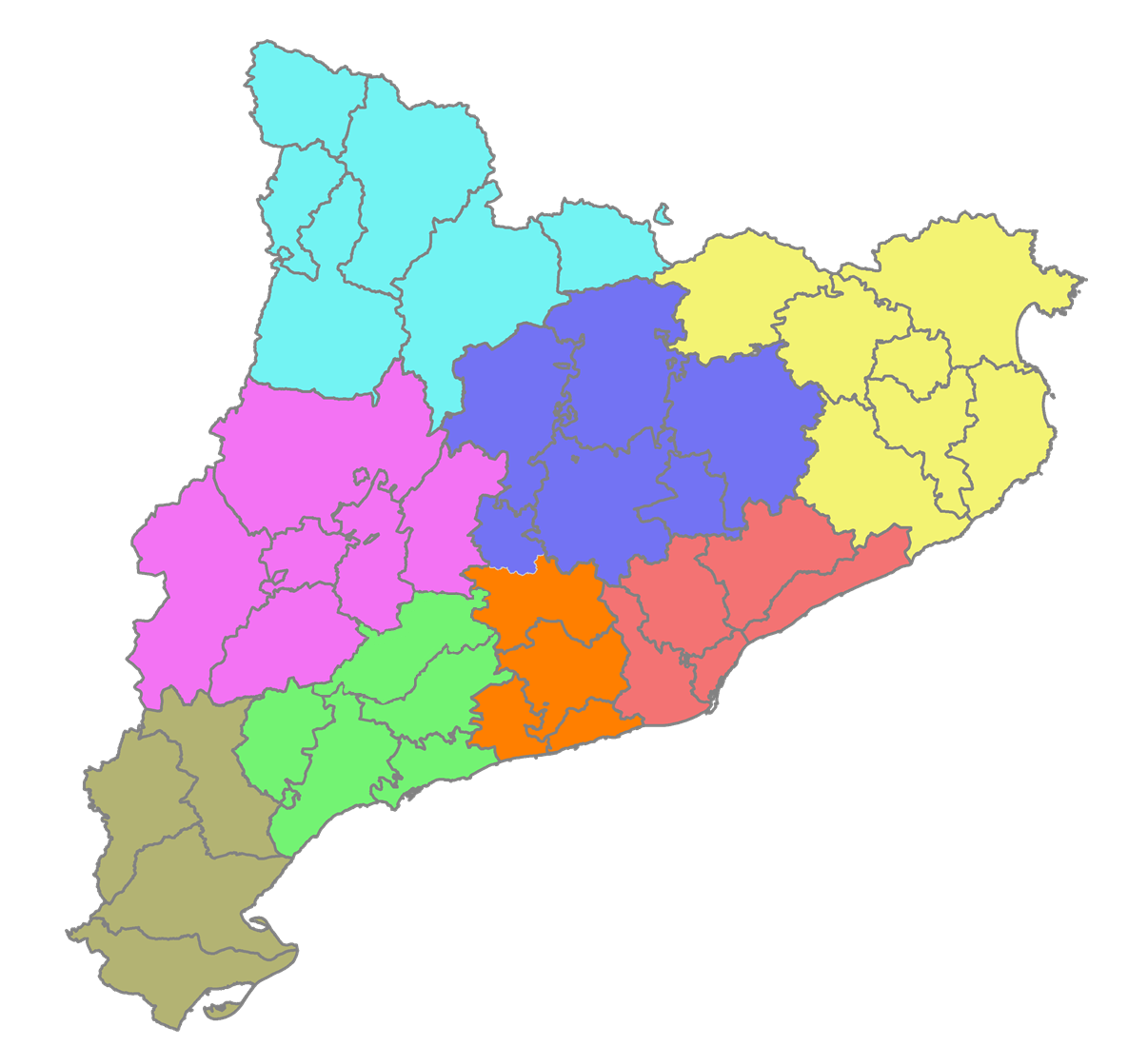
Ámbitos funcionales territoriales de Cataluña:
Ámbito metropolitano de Barcelona
Comarcas gerundenses
Campo de Tarragona
Tierras del Ebro
Poniente
Panadés
Comarcas centrales
Alto Pirineo y Arán

Mapa municipal de las Tierras del Ebro.

Las Tierras del Ebro (en catalán y oficialmente Terres de l'Ebre) son un territorio español ubicado en el sur de la comunidad autónoma de Cataluña, formado por las comarcas del Bajo Ebro, el Montsiá, Tierra Alta y la Ribera de Ebro. 
Su accidente geográfico más característico es el curso bajo del río Ebro. Con un territorio de 3308 km², representa más del 52 % de la superficie de la provincia de Tarragona y más del 10 % de la de Cataluña, y está constituido por 52 municipios en los que viven 187 437 habitantes.
Las principales localidades por población son: Tortosa, Amposta, San Carlos de la Rápita, Deltebre, Alcanar y la Ametlla de Mar. También tienen un peso representativo Gandesa y Mora de Ebro, como capitales de comarca que son.
En la actualidad ,Tierras del Ebro se configura nuevamente como una futura veguería. Es uno de los ocho ámbitos funcionales territoriales definidos en el Plan territorial general de Cataluña. Tortosa es la sede de la Delegación Territorial de la Generalidad de Cataluña en las Tierras del Ebro desde el 2001 y de una sede descentralizada de la Diputación Provincial de Tarragona desde 2009.
En el aspecto ambiental, las cuatro comarcas poseen un importante patrimonio natural: el parque natural del Delta del Ebro y los Puertos de Tortosa-Beceite, así como otras zonas que gozan de otros grados de protección (sierra de Cardó, reserva de Sebes en Flix, etc). A esto se le suma su legado cultural e histórico-artístico con conjuntos históricos en Tortosa, Horta de San Juan, Miravet, Batea, Arnés, espacios de la batalla del Ebro, pinturas rupestres de Ulldecona, etc.
El 28 de mayo de 2013, la mayor parte de su territorio fue declarado Reserva de la biosfera por la Unesco.

## Monumentos y lugares de interés
- Parque natural del Delta del Ebro
- Parque natural de Los Puertos
- Conjunto Histórico de Tortosa:
  - Catedral de Santa María y colección museográfica
  - Conjunto de los Reales Colegios
  - Palacio Episcopal
  - Murallas y fortalezas
  - Lonja y Parque de Teodoro González
- Castillo de Miravet
- Horta de San Juan y Arnes
- Bodega Cooperativa de Gandesa y Bodega Cooperativa de Pinell de Bray
- Centro de Interpretación del Ferrocarril de Mora la Nueva
- Pinturas rupestres del Perelló y de Ulldecona, declaradas Patrimonio de la Humanidad por la Unesco (Arte rupestre del arco mediterráneo de la península ibérica).
- Entorno fluvial
- Costa del Ebro
- Espacios de la Batalla del Ebro
- Vía verde del ferrocarril del Val de Zafán (Anexo:Vías verdes de España)
- Poblados ibero-ilercavones de la Moleta del Remei (Alcanar) y del Castellet de Banyoles (Tivisa).